# Dawid Kurminowski
Dawid Kurminowski (sinh 24 tháng 2 năm 1999) là một cầu thủ bóng đá Ba Lan thi đấu cho MFK Zemplín Michalovce ở vị trí tiền đạo.

## Sự nghiệp câu lạc bộ

### MFK Zemplín Michalovce
Kurminowski ra mắt chuyên nghiệp cho MFK Zemplín Michalovce trước FC DAC 1904 Dunajská Streda ngày 24 tháng 2 năm 2018.